# Mistrzostwa Polski w Judo 1994
38. edycja Mistrzostw Polski w judo odbyła się w dniach 10 - 12 czerwca 1994 roku we Wrocławiu.

## Medaliści 38 mistrzostw Polski

### Kobiety
| Konkurencja: | Złoto:              | Srebro:                                 | Brąz:                                       |
| 48 kg        | Joanna Majdan       | Małgorzata Roszkowska Gwardia Białystok | Marzena Węgrzyn Jolanta Wojnarowicz         |
| 52 kg        | Anna Socha          | Barbara Gdańska                         | Beata Kucharzewska Ewa Końska               |
| 56 kg        | Anita Kubica        | Aneta Sejdak                            | Aneta Przybysz (Serafin) Magdalena Morawska |
| 61 kg        | Aneta Szczepańska   | Irena Tokarz                            | Bogusława Olechnowicz Joanna Żyła           |
| 66 kg        | Beata Wolska        | Jolanta Lewczuk                         | Agata Mróz Anna Udycz                       |
| 72 kg        | Beata Walczak       | Małgorzata Klepczyk                     | Monika Świątkiewicz Agnieszka Cis           |
| +72 kg       | Marta Kołodziejczyk | Beata Maksymow                          | Beata Wolska Iwona Rubach                   |
| open         | Beata Maksymow      | Marta Kołodziejczyk                     | Beata Wolska Iwona Rubach                   |

### Mężczyźni
| Konkurencja: | Złoto:              | Srebro:             | Brąz:                                  |
| 60 kg        | Arkadiusz Wieczorek | Artur Brzeziński    | Andrzej Jasiński Bogdan Przystasz      |
| 65 kg        | Mirosław Błachnio   | Robert Trędowski    | Robert Gnieździński Radosław Laskowski |
| 71 kg        | Krzysztof Wojdan    | Piotr Sadowski      | Adam Poździk Jerzy Mainka              |
| 78 kg        | Waldemar Bączek     | Bronisław Wołkowicz | Waldemar Banaszak Marek Legień         |
| 86 kg        | Grzegorz Lech       | Artur Kejza         | Marek Pisuła Andrzej Pęcikiewicz       |
| 95 kg        | Paweł Nastula       | Józef Smóter        | Krzysztof Czerw Grzegorz Komorek       |
| +95 kg       | Rafał Kubacki       | Tomasz Tybuś        | Jacek Czarkowski Marek Pituła          |
| open         | Rafał Kubacki       | Jerzy Kolanowski    | Paweł Nastula Wojciech Gezik           |